# كريس زوريكيخ
كريس زوريكيخ (بالإنجليزية: Chris Zoricich)‏ (3 مايو 1969 بأوكلاند في نيوزيلندا - ) هو لاعب كرة قدم نيوزلندي في مركز الدفاع. شارك مع منتخب نيوزيلندا لكرة القدم. أما مع النوادي، فقد لعب مع بوريهام وود إف سي وتشيلسي ونادي سيدني أوليمبيك ونادي مارغيت ونيوكاسل يونايتد جتس وهيبريدج سويفتس وسنترال يونايتد ونادي ليتون أورينت وبريزبان سترايكرز ‏ وسانت ألبانز سيتي وHarlow Town F.C. ‏ وPapatoetoe AFC ‏ ونادي ويلدستون لكرة القدم وويلينج يونايتد.

## وصلات خارجية
- كريس زوريكيخ على موقع الاتحاد الدولي (مؤرشف)  (الإنجليزية)
- كريس زوريكيخ على موقع قاعدة بيانات كرة القدم.إي يو (الإنجليزية)
- كريس زوريكيخ على موقع ناشيونال فوتبول تيمز (الإنجليزية)
- كريس زوريكيخ على موقع عالم كرة القدم.نت (الإنجليزية)